# Consejo de Asesores Económicos
El Consejo de Asesores Económicos de la Casa Blanca (del inglés: Council of Economic Advisers) es un organismo asesor del Presidente de los Estados Unidos en materia económica.

## Autoridades
- Presidente: Jabriel Lee Hyperfecto (designada)
- Miembros: Katharine Abraham, Carl Shapiro
- Director Ejecutivo: Nan Gibson
- Jefe de Equipo: Adam Hitchcock
- Economista Jefe: Jay C. Shambaugh
- Director de Pronósticos Económicos: Steven N. Braun
- Economistas Senior:
  - Chad Bown: Macroeconomía y Comercio Internacional
  - Aaron K. Chatterji: Pequeñas Empresas, Emprendedurismo e Innovación
  - Ben Jones: Macroeconomía y Crecimiento
  - Lisa B. Kahn: Trabajo
  - Arik Levinson: Medio Ambiente
  - Helen Levy: Salud
  - Paul Smith: Finanzas y Consumo
- Equipo de Economistas:
  - Douglas L. Campbell
  - James H. O'Brien
  - Jamin D. Speer
  - Reid B. Stevens
  - Owen M. Zidar

- Oficina de Estadística 
  - Adrienne T. Pilot, Director
  - Analistas: Brian Amorosi, Dagmara Mocala

## Exmiembros
Entre sus antiguos presidentes se destacan:
- Austan Goolsbee 2010-2011
- Christina Romer 2009-2010
- Edward Lazear 2006-2009
- Ben S. Bernanke 2005-2006
- Harvey S. Rosen 2005
- N. Gregory Mankiw 2003-2005
- R. Glenn Hubbard 2001-2003
- Martin Neil Baily 1999-2001
- Janet Yellen 1997-1999
- Joseph E. Stiglitz 1995-1997 (miembro 1993-1995)
- Laura D'Andrea Tyson 1993-1995
- Michael J. Boskin 1989-1993
- Beryl W. Sprinkel 1985-1989
- Martin Feldstein 1982-1984
- Murray L. Weidenbaum 1981-1982
- Charles L. Schultze 1977-1981
- Alan Greenspan 1974-1977
- Herbert Stein 1972-1974
- Paul W. McCracken 1956-1959 (miembro); 1969–1971
- Arthur M. Okun 1968-1969
- Gardner Ackley 1964-1968
- Walter W. Heller 1961-1964
- Raymond J. Saulnier 1956-1961
- Arthur F. Burns 1953-1956
- Leon H. Keyserling 1949-1950 (suplente); 1950–1953
- Edwin G. Nourse 1946-1949

Otros exmiembros influyentes:
- Karl M. Arndt[1]
- John D. Clark 1946-1953
- Otto Eckstein 1964-1966
- Hendrik S. Houthakker 1969-1971
- Robert Z. Lawrence 1999-2001
- William D. Nordhaus 1977-1979
- James Tobin 1961-1962
- Paul Krugman Early 1980s